# Przylądek Zielony
Niektóre z zamieszczonych tu informacji wymagają weryfikacji.
Dokładniejsze informacje o tym, co należy poprawić, być może znajdują się w dyskusji tego artykułu.
 Po wyeliminowaniu niedoskonałości należy usunąć szablon [[Szablon:Dopracować|]] z tego artykułu.

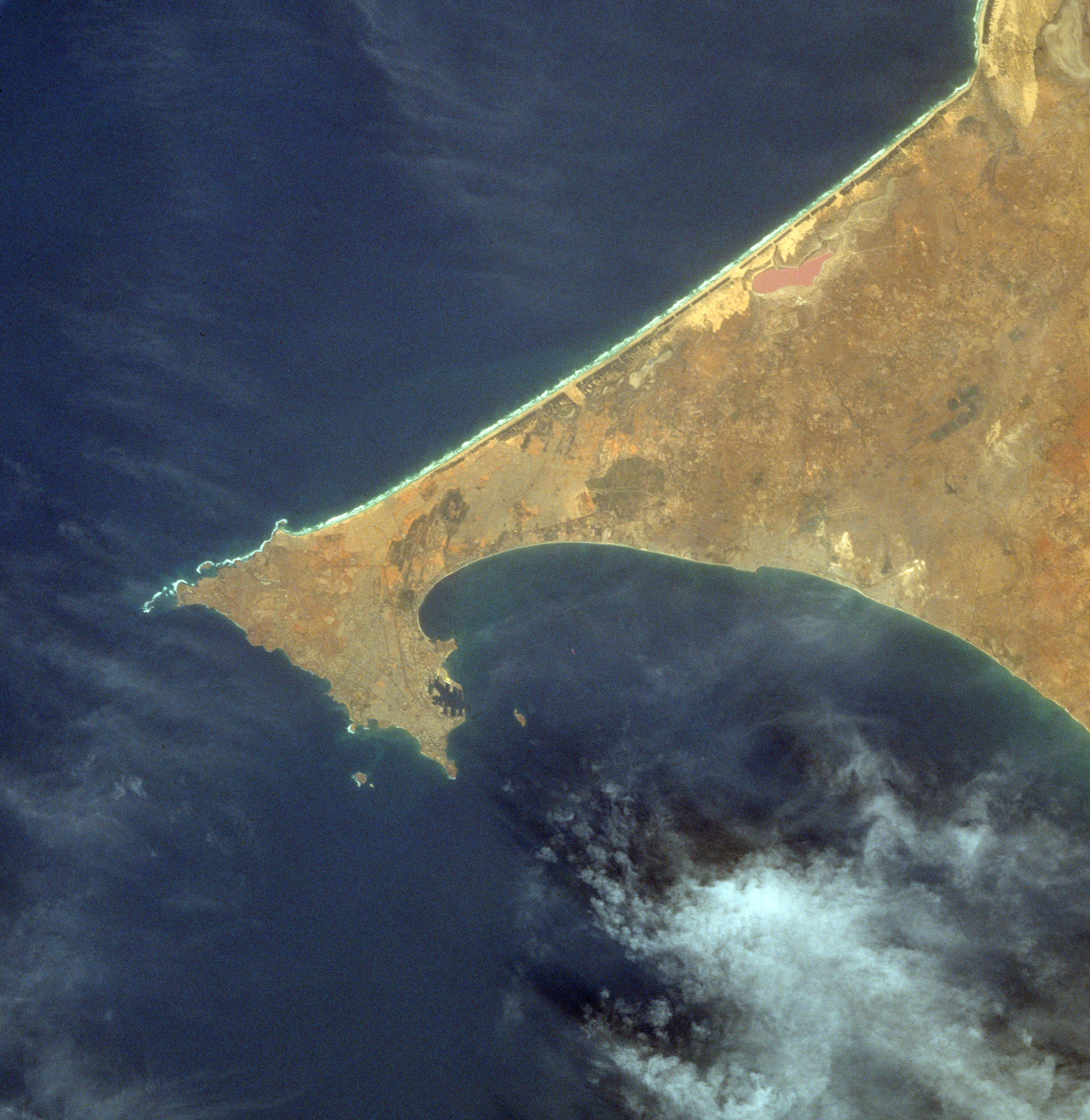
zdjęcie satelitarne

Przylądek Zielony (fr. Cap-Vert, port. Cabo Verde) – przylądek w Senegalu, na Półwyspie Zielonego Przylądka. Jest on często błędnie uznawany za najbardziej na zachód wysunięty punkt Afryki – faktycznym skrajnym zachodnim punktem Afryki jest leżący na tym samym półwyspie 3,5 km na północny zachód przylądek Almadi. Współrzędne geograficzne: 14°43′20″N 17°30′15″W/14,722222 -17,504167. 
Od niego nazwę wzięły archipelag Wysp Zielonego Przylądka oraz położone na nim państwo Republika Zielonego Przylądka. 
W pobliżu przylądka znajduje się stolica Senegalu – Dakar. 